# Andreu Aleu i Teixidor

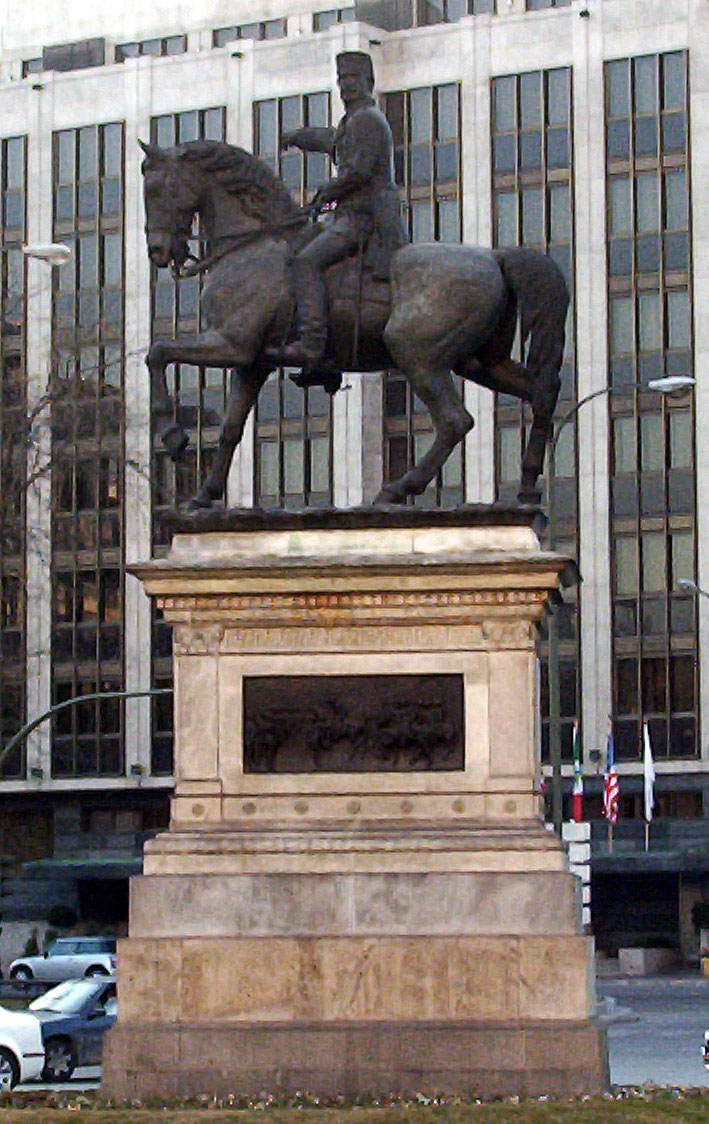
Al capità general Marquès del Duero (1885). Granit, marbre i bronze. Els relleus del pedestal són obra del també tarragoní Pau Gibert. Madrid: plaça del Doctor Marañón.

Andreu Aleu i Teixidor (Tarragona, 1829 - Sant Boi de Llobregat, 1900) fou un escultor català.

## Formació i primers anys
Va néixer a Tarragona el 1829, fill de Domingo Aleu i de Josepa Teixidó. Estudià a Tarragona de la mà de l'escultor Bernat Verderol i a l'Escola de Belles Arts de Barcelona, on fou deixeble de Damià Campeny, així com a la Real Academia de San Fernando de Madrid.
L'any 1856 guanyà una accidentada oposició a la plaça de professor d'escultura a l'Escola Llotja, que havia deixat vacant el mateix Campeny i el 1872 va ser nomenat catedràtic de dibuix artístic.

## Obra
Se li encarregà el 1860 el Sant Jordi per a la façana del Palau de la Generalitat, obra que finalitzà el 1872. També va realitzar un retrat en marbre de la reina Isabel II (1862) per al Saló de Sessions de l'Ajuntament de Barcelona. També per aquest Saló va projectar un conjunt en guix de sant Jordi i santa Eulàlia, les estàtues de les arts i les ciències i cariàtides, que representaven la indústria i l'agricultura.
A Tarragona hi va deixar la restauració d'una estàtua de Bacus i una de Venus que es conserven al Museu Nacional Arqueològic.

### Llista d'obres
- 1857: Bust de Juan Zapatero.
- 1858: Profeta Jeremies.
- 1861: Font en la plaça de "les Neus" (Vilanova i la Geltrú).
- 1872: Estàtua de Sant Jordi del Palau de la Generalitat.
- 1876: Sant Josep, església de Mataró.
- 1883: Monument al Marqués del Duero, al passeig de la Castellana de Madrid.
- 1885: Bust del rei consort Francesc d'Assís de Borbó.

### Balcó de la Generalitat

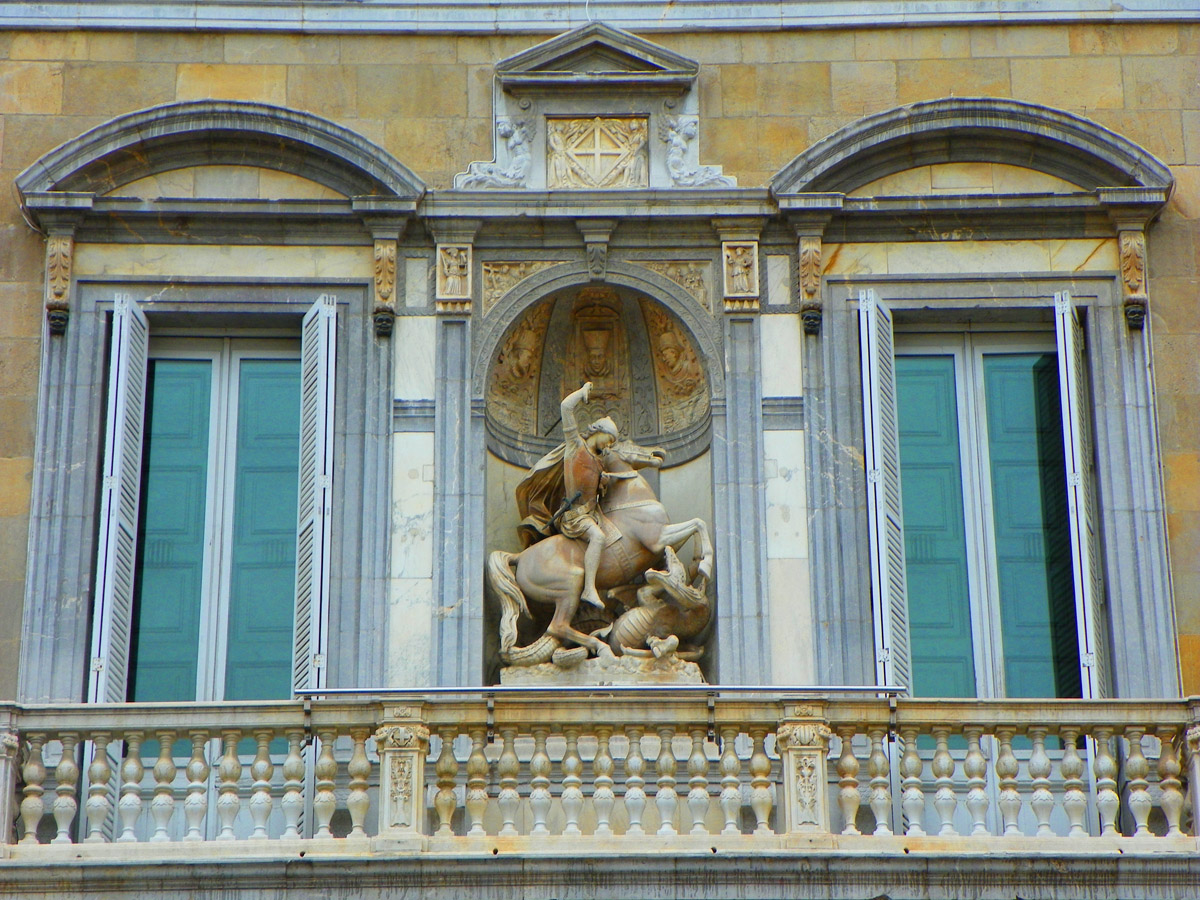
Sant Jordi (1871), en marbre blanc en fornícula. Barcelona: balcó del Palau de la Generalitat.

La plaça de Sant Jaume va ser creada per l'ajuntament del trienni liberal (1820-1823) en el lloc que havia ocupat fins aleshores el cementiri i l'església de Sant Jaume.
La creació de la plaça va obligar l'Estat, propietari aleshores de l'edifici del Palau de la Generalitat, a agençar-hi una nova façana. L'edifici estava ocupat per la Reial Audiència (des del decret de Nova Planta i fins al 1908), per la Diputació Provincial (des de la seva creació el 1820) i també per l'Arxiu de la Corona d'Aragó (des del 1710 fins al 1853).
En portar-se a terme la nova façana, s'hi va preveure un balcó amb balustrada a la paret de fons on aniria una fornícula amb una imatge de sant Jordi que va ser encarregada, el 1862, a l'escultor Andreu Aleu Teixidor. Aquest la va realitzar en marbre de Carrara. Aleu no va treballar de pressa: van passar dos anys abans que, el març de 1864, el model preparatori fos aprovat per l'Acadèmia de Sant Jordi, com era preceptiu. Aleu presentà l'obra definitiva, ja acabada, a l'Exposició de Belles Arts de Madrid el 1871 i va guanyar la primera medalla. L'any següent es va col·locar a la fornícula. »

## Premis i reconeixements
Obtingué la medalla d'or per la seva obra Sant Jordi, en l'Exposició Nacional de Madrid de l'any 1871.
Fou membre numerari de l'ara anomenada Reial Acadèmia Catalana de Belles Arts de Sant Jordi i participà com a jurat en diversos certàmens artístics. També va ser soci de la Reial Societat Arqueològica Tarraconense i de l'Ateneu de Barcelona.
La seva producció s'ha vist afectada per un excessiu sentit artístic de l'autor, que li portà a destruir bona part de la seva obra, així com per esdeveniments polítics que van malmetre part de les seves escultures.